# Goodyera yunnanensis
Goodyera yunnanensis  (лат.) — вид однодольных растений рода Гудайера (Goodyera) семейства Орхидные (Orchidaceae). Впервые описан немецким ботаником Рудольфом Шлехтером в 1919 году.

## Распространение, описание
Эндемик Китайской Народной Республики, распространённый на северо-западе провинции Сычуань и на севере и западе провинции Юньнань. Произрастает в лесах, среди кустарников.
Корневищный геофит. Наземное растение 10—23 см высотой с прямым стеблем, несущим 4—7 листьев. Листья зелёные, от эллиптической до ланцетно-эллиптической формы, сгруппированы у основания стебля. Соцветие несёт большое количество слабо раскрытых цветков белого либо бледно-зелёного цвета. Цветёт с августа по октябрь.

## Синонимы
Синонимичные названия:
- Epipactis yunnanensis (Schltr.) Hu nom. illeg.
- Goodyera serpens Schltr.